# Destruxina

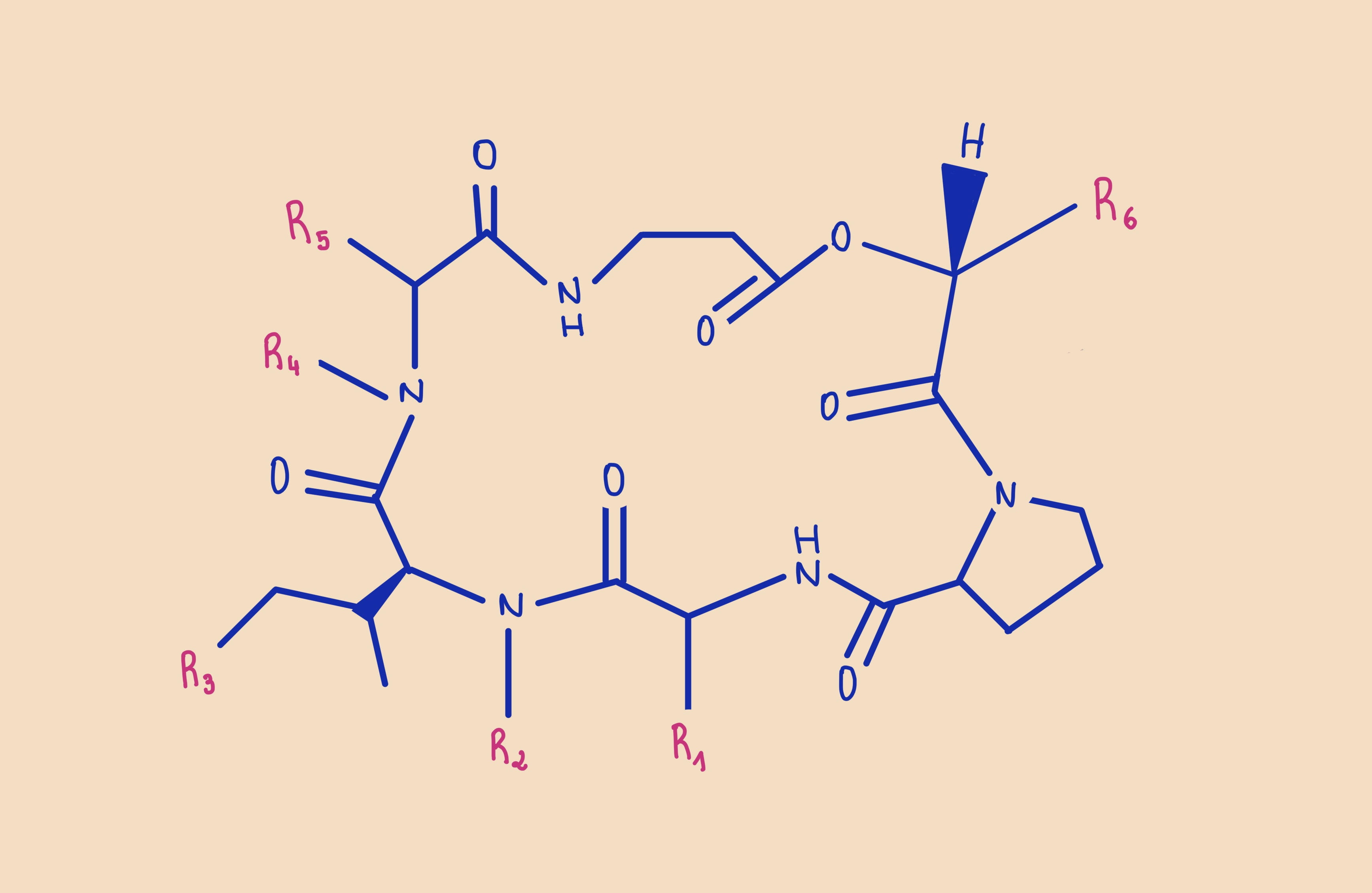
Estructura general de la Destruxina

Les destruxines (dtxs) són hexadepsipèptids cíclics que fan de metabòlits secundaris. Són sintetitzats i excretats per fongs entomopatògens del gènere Beauveria, Metarhizium i d'altres relacionats. Aquest tipus de pèptids no ribosomals (PNR) estan constituïts per un àcid α-hidroxi i cinc residus d’aminoàcids.
Realitzen una gran varietat d’activitats biològiques però són coneguts per les seves qualitats insecticides, fitotòxiques, citotòxiques, antivirals, immunosupressores i amb efectes antiproliferatius.

## Història
Les destruxines van ser reportades per primera vegada l’any 1961, quan els investigadors van començar a estudiar els efectes dels fongs entomopatògens sobre els insectes. L’espècie de fong entomopatogen del qual es van aïllar per primer cop aquests metabòlics fou l’Oospora destructor, d’aquí el nom “destruxina”.

## Composició química
Les destruxines són hexadepsipèptids cíclics formats per la composició d’un α-hidroxiàcid i cinc residus d’àminoàcids. Segons la composició, es classifiquen en 6 grups, de la A a la F. Dins d’aquests grups es generen més subdivisions. Tot i les diferències en les seves estructures, els tres grups de destruxines més comuns (A, B i E) comparteixen la cadena principal, composta per la fórmula general HA-L-Pro-L-Ile-L-MeVal-L-MeAla-b-Ala, on HA és l’α-hidroxiàcid.
| Serie | Destruxina                    | Hidroxiàcid                       | R1          | R2 | R3 | R4 | R5       | R6        |
| ----- | ----------------------------- | --------------------------------- | ----------- | -- | -- | -- | -------- | --------- |
| A     | A                             | 2-Hidroxi-4-pentenoic             | CH(Me)CH2Me | Me | H  | Me | Me       | CH=CH2    |
| A     | A1                            | 2-Hidroxi-4-pentenoic             | CH(Me)CH2Me | Me | H  | Me | Me       | CH=CH2    |
| A     | A2                            | 2-Hidroxi-4-pentenoic             | CHMe2       | Me | H  | Me | Me       | CH=CH2    |
| A     | A3                            | 2-Hidroxi-4-pentenoic             | CH(Me)CH2Me | Me | H  | Me | Me       | CH=CH2    |
| A     | A4                            | 2-Hidroxi-4-pentenoic             | CH(Me)CH2Me | Me | Me | Me | Me       | CH=CH2    |
| A     | A5                            | 2-Hidroxi-4-pentenoic             | CH(Me)CH2Me | Me | Me | Me | Me       | CH=CH2    |
| A     | A4 Clorhidrina                | 5-Cloro-2,4-dihidroxipentanoic    | CH(Me)CH2Me | Me | Me | Me | Me       | CHOHCH2Cl |
| A     | Desmetil A                    | 2-Hidroxi-4-pentenoic             | CH(Me)CH2Me | H  | H  | Me | Me       | CH=CH2    |
| A     | Dihydro A                     | 2-Hidroxi-4-pentenoic             | CH(Me)CH2Me | Me | H  | Me | Me       | CH2Me     |
| A     | Pseudo A                      | 2-Hidroxi-4-metilpentenoic        | CH(Me)CH2Me | Me | H  | Me | Me       | CHMe2     |
| B     | B                             | 2-Hidroxi-4-metilpentenoic        | CH(Me)CH2Me | Me | H  | Me | Me       | CHMe2     |
| B     | B1                            | 2-Hidroxi-4-metilpentenoic        | CH(Me)CH2Me | Me | H  | Me | Me       | CHMe2     |
| B     | B2                            | 2-Hidroxi-4-metilpentenoic        | CHMe2       | Me | H  | Me | Me       | CHMe2     |
| B     | Homo B                        | 2-Hidroxi-4-metilpentenoic        | CH(Me)CH2Me | Me | Me | Me | Me       | CHMe2     |
| B     | Desmetil B                    | 2-Hidroxi-4-metilpentenoic        | CH(Me)CH2Me | Me | H  | Me | Me       | CHMe2     |
| B     | Desmetil B2                   | 2-Hidroxi-4-metilpentenoic        | CHMe2       | Me | H  | Me | Me       | CHMe2     |
| B     | Proto B                       | 2-Hidroxi-4-metilpentenoic        | CH(Me)CH2Me | Me | H  | H  | Me       | CHMe2     |
| B     | Pseudo B                      | 2-Hidroxi-4-metilpentenoic        | CH2Ph       | Me | H  | Me | CH2CHMe2 | CHMe2     |
| B     | [Phe3, N-MeVal5] destruxina B | 2-Hidroxi-4-metilpentenoic        | CH2Ph       | Me | H  | Me | CHMe2    | CHMe2     |
| C     | C                             | 2,5-Dihidroxi-4-metilpentenoic    | CH(Me)CH2Me | Me | H  | Me | Me       | CHMeCH2OH |
| C     | C2                            | 2,5-Dihidroxi-4-metilpentenoic    | CHMe2       | Me | H  | Me | Me       | CHMeCH2OH |
| C     | Desmetil C                    | 2,5-Dihidroxi-4-metilpentenoic    | CH(Me)CH2Me | H  | H  | Me | Me       | CHMeCH2OH |
| C     | Pseudo C                      | 2-Hidroxi-4-metilpentenoic        | CH2Ph       | Me | H  | Me | CHMe2    | CHMeCH2OH |
| D     | D                             | 2-Hidroxi-4-metilpentan-1,5-dioic | CH(Me)CH2Me | Me | H  | Me | Me       | CHMeCOOH  |
| D     | D1                            | 2-Hidroxi-4-metilpentan-1,5-dioic | CH(Me)CH2Me | Me | H  | Me | Me       | CHMeCOOH  |
| D     | D2                            | 2-Hidroxi-4-metilpentan-1,5-dioic | CHMe2       | Me | H  | Me | Me       | CHMeCOOH  |
| E     | E                             | 2-Hidroxi-4,5-epoxipentanoic      | CH(Me)CH2Me | Me | H  | Me | Me       | Oxirà     |
| E     | E1                            | 2,4,5-Trihidroxipentanoic         | CH(Me)CH2Me | Me | H  | Me | Me       | Oxirà     |
| E     | E2                            | 2,4,5-Trihidroxipentanoic         | CHMe2       | Me | H  | Me | Me       | Oxirà     |
| E     | E Clorhidrina                 | 5-Cloro-2,4-dihidroxipentanoic    | CH(Me)CH2Me | Me | H  | Me | Me       | CHOHCH2Cl |
| E     | E2 Clorhidrina                | 5-Cloro-2,4-dihidroxipentanoic    | CHMe2       | Me | H  | Me | Me       | CHOHCH2Cl |
| E     | [β-MePro] E2 Clorhidrina      | 5-Cloro-2,4-dihidroxipentanoic    | CH(Me)CH2Me | Me | H  | Me | Me       | CHOHCH2Cl |
| E     | Ed1                           | 2-Hidroxi-4,5-epoxipentanoic      | CH(Me)CH2Me | H  | H  | Me | Me       | CHOHCH2OH |
| E     | Regioisòmer E Clorhidrina     | 4-Cloro-2,5-dihidroxipentanoic    | CH(Me)CH2Me | Me | H  | Me | Me       | CHClCH2OH |
| F     | F                             | 2,4-Dihidroxipentanoic            | CH(Me)CH2Me | Me | H  | Me | Me       | CHOHMe    |

## Síntesi
La síntesis d'aquestes toxines es pot donar de forma natural, per mitjà dels fongs entomopatògens, o mitjançant una síntesi química.
De forma natural, les destruxines es sintetitzen quan els fongs entomopatògens envaeixen un insecte hoste, just després de la penetració del fong dins d’aquest. La síntesi d’aquests metabòlits és una de les vies que té el fong per superar els mecanismes de defensa de l’insecte: les destruxines degraden elements del sistema immune humoral de l’insecte, causant-li paràlisis i dificultant la seva capacitat per alimentar-se i moure’s. És per aquest motiu que s'han convertit en una eina important en el control biològic de plagues.
La síntesi química és la més utilitzada per a la investigació, ja que pot resultar complicat aïllar les destruxines dels seus respectius fongs. Químicament, aquestes toxines es produeixen per la ciclació intramolecular de la cadena polipeptídica combinant els aminoàcids intactes amb els seus residus d'àcid carboxílic.

## Activitats de les destruxines
Les destruxines juguen un paper clau en la virulència dels fongs entomopatògens contra els insectes. Per aquest motiu, l'activitat insecticida és l'activitat principal de les destruxines i la més estudiada. Però també tenen activitats biològiques contra altres organismes que no són insectes, com les cèl·lules que provoquen leucèmia en els mamífers i els limfòcits de la melsa.
Algunes de les seves activitats són:
- Causar paràlisi tetànica o mort d'un insecte quan aquest és infectat per un fong: ho fan induint la despolarització de la membrana cel·lular amb l'obertura dels canals de calci.[8]
- Inhibir la síntesis d’ADN, d’ARN i de proteïnes en les cèl·lules d’insectes, així com la secreció de fluids pel tub de Malpighi en la Schistocerca gregaria.[1]
- Provocar estrès oxidatiu quan són exposades a certs tipus de larves.[2]
- Causar canvis morfològics i citoesquelètics en els plasmòcits d'insectes in vitro. Aquests canvis afecten negativament a les respostes immunitàries cel·lulars dels insectes.[8][9]
- Provocar canvis de senyalització amb l'activació fosforilativa de certes proteïnes en línies cel·lulars de lepidòpters i humans.[8]

Cal destacar que s'han trobat evidències de que l'activitat de les destruxines es veu afectada per les cadenes metabòliques secundàries del nitrogen. Aquestes, produeixen metabòlits primaris que indueixen l'activació d'un gen no-ribosomal PES. Aquest gen està directament associat amb la producció d'aquestes toxines pels seus fongs corresponents.

## Tipus
Fins al moment s'han aïllat fins a 44 derivats de destruxines provinents de fongs diferents. Tot i així, les més estudiades i conegudes són les destruxines A, B i E.

### Destruxina A
La destruxina A, juntament amb la destruxina B, és un dels principals metabòlits secundaris produïts pel fong entomopatogen Metarhizium anisopliae. Té activitat antiviral, insecticida i antiproliferativa.
La destruxina A posseeix la capacitat d'unir-se a múltiples proteïnes, especialment les relacionades amb el sistema immunitari, el creixement i el desenvolupament. D'entre elles, la proteïna d'unió a l'hormona juvenil (JHBP). La unió de la destruxina A a les proteïnes produeix canvis conformacionals i en conseqüència, canvis funcionals.
També afecta la contracció muscular, suprimeix els efectes de la immunitat de la hemolinfa i indueix el caos d'equilibri iònic en els hemòcits de l'hematòcrit dels insectes. Aquesta característica és possible gràcies a les seves propietats ionòfores que li permeten formar un complex amb el calci (Ca2+- complex).

### Destruxina B
La destruxina B és un antibiòtic ciclopeptídic que s'aïlla del fong entomapatogen Metarhizium anisopliae, amb activitats insecticides i anticanceroses.
La destruxina B inhibeix l'ATPasa de tipus vacuolar (V-ATPasa) de forma específica i dependent de la dosis de les ATPases a la que es troba exposada. Les V-ATPases tenen la funció d'acidificar compartiments intracel·lulars, així com controlar l'entorn tumoral mitjançant l'extrusió de protons.
La destruxina, però, només és capaç d'atacar aquells osteoclasts polaritzats amb un citoesquelet organitzat. A més a més, són capaces de bloquejar l’acidificació d’òrganuls intracel·lulars. Aquesta, té una activitat inhibidora molt similar a la Bafilomysina A1 i a la Filomysina, tot i que de forma molt més feble. L'avantatge d'aquest tipus de destruxines és que el seu mecanisme és reversible, el que permet estudiar les funcions de la V-ATPasa en la fisiologia de la cèl·lula.
Aquesta toxina té propietats antitumorals i de formació de colònies. Aquest fet ha permès el seu estudi per tractar cèl·lules tumorals, ja que permet suprimir la capacitat iniciadora dels tumors i inhibir el seu creixement.
Arrel d'aquestes qualitats, s'ha observat que la destruxina actua contra les cèl·lules tumorals. Ho fa induint l'apoptosi d'aquestes cèl·lules mitjançant l'augment de l'expressió de la molècula proapoptòtica PUMA i la disminució de l'expressió de la molècula antiapoptòtica Mcl-1.
Podem identificar aquesta toxina per la seva aparença a pols blanca i la seva solubilitat en diclorometà i en DMSO.

### Destruxina E
La destruxina E és un depsipèptid cíclic de dinou membres, cadascun d'ells format per cinc aminoàcids (prolina, isoleucina, NMe-valina, NMe-alanina i beta-alanina) i un alfa-hidroxiàcid.
Va ser aïllada per primera vegada l'any 1981 d'un medi de cultiu de Metarhizium  anisopliae.
D'entre totes les destruxines, la destruxina E es caracteritza per la seva potent inhibició de la V-ATPasa, que forma part de les membranes d'orgànuls com els lisosomes.
La destruxina E també presenta una activitat citotòxica força rellevant contra cèl·lules canceroses com les KB-31, les HCT116 (cèl·lules del càncer de còlon) i les A549.
Per altra banda, aquest metabòlit, igual que la destruxina B, té una funció inhibidora reversible en la formació de forats als osteoclasts, sense arribar a alterar-ne els processos de supervivència i diferenciació. A més, aquestes mateixes molècules poden induir canvis morfològics en cèl·lules multinucleades similars als osteoclasts. La gran majoria d'inhibidors de l'activitat dels osteoclasts solen ser irreversibles, induint apoptosi. És per això, que la dinàmica d'acció de la destruxina E (inhibidora reversible) és considerada única.
Una altra propietat de la destruxina E resideix en la seva funció per inhibir la síntesi de proteïnes i agregats beta-amiloides associats a la malaltia d´Alzheimer (Abeta). Aquesta funció es duu a terme sense la necessitat d'inhibir les secretases (proteïnes que participen al tall del precursor de l'Abeta, el betaAPP, responsable de la formació dels agregats esmenats anteriorment).
El futur de la destruxina E hauria de passar pel desenvolupament d'un nou agent antiresortiu per a la teràpia de l'osteoporosi.

## Metabolisme de les destruxines
Les destruxines són toxines capaces d'infectar. Tot i així, hi ha plantes que en són resistents.

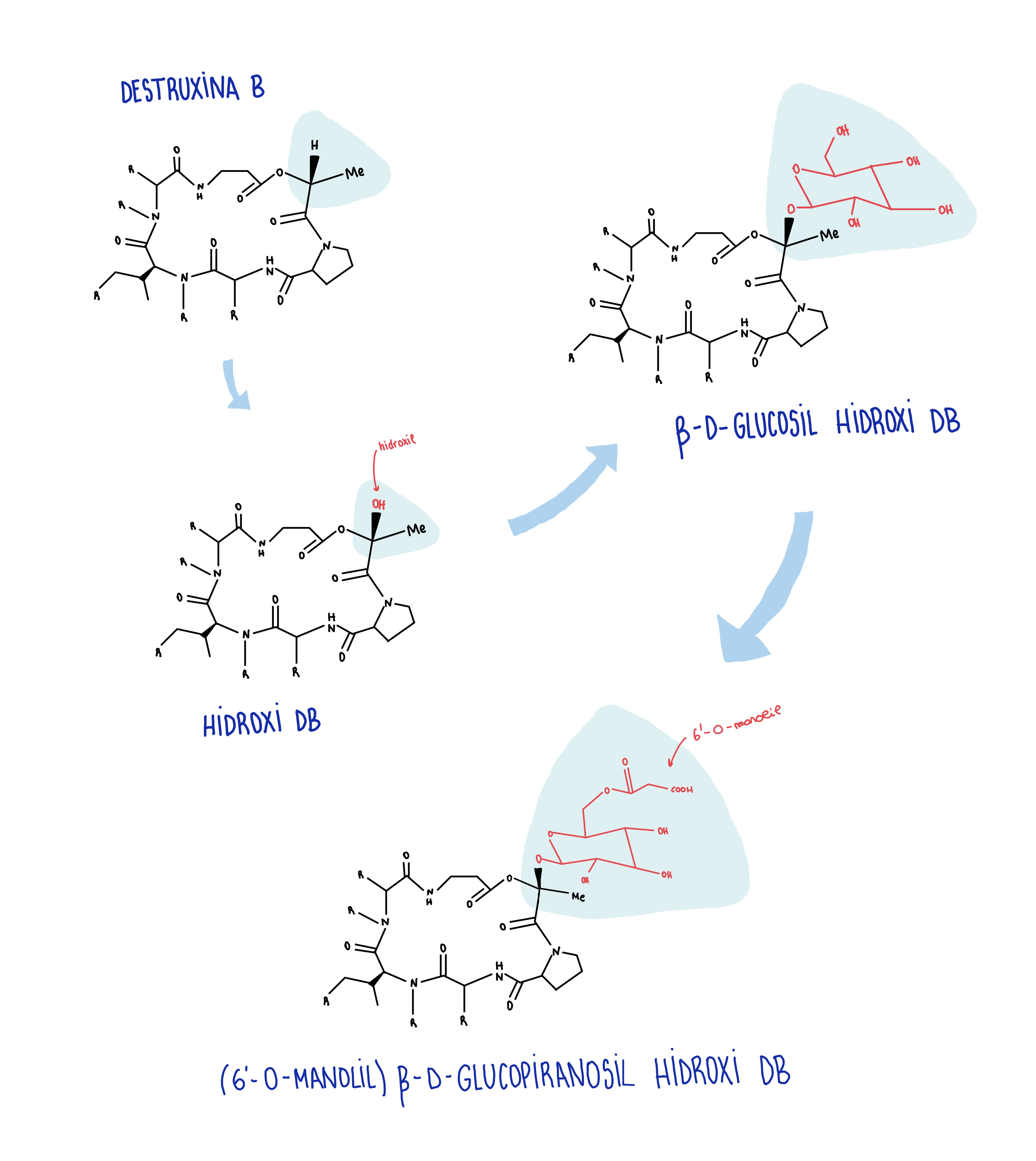
Procés metabòlic que duen a terme les plantes immunes als efectes de les destruxines.

Un dels exemples més estudiats en aquest àmbit és la destruxina B. Aquesta pot ser neutralitzada per alguns tipus de plantes que contenen un gen específic que sintetitza la DB hidroxilasa. El recorregut metabòlic que es creu, comença amb la hidroxilació de la DB (hidroxi DB), a continuació aquesta és glucosilada (beta-D-glucosil hidroxi DB) i finalment malonil-derivada ((6′-O-malonyl) β-d-glucopiranosil hydroxy DB). Gràcies a aquestes configuracions, la toxicitat d'aquestes destruxines disminueix exponencialment i en alguns casos desapareix.